# 深田ナナ
深田 ナナ（ふかだ なな、1996年12月30日 - ）は、日本のAV女優。オールプロモーション所属。

## 略歴・人物
2016年12月、E-BODYの専属女優としてAVデビュー。Kカップの爆乳AV女優。
2017年9月から2018年5月までエスワン専属として活動していた。

## 出演作品

### イメージDVD
- 『AV無理』 107cm Kカップ 銀河系最強おっぱい ムチャクチャ騙し揉み（2016年10月1日、未満）
- 『AV無理MAX』 107cm Kカップを限界ギリギリまで責め騙し（2016年11月1日、未満）
- Nana 揺れて弾けてKカップ（2017年1月5日、REbecca）
- ALL NUDE（2017年5月25日、Aircontrol）

### アダルトDVD

#### E-BODY
2016年
- E-BODY史上最高おっぱい専属デビュー Kcup神ボディAV解禁（12月8日）

2017年
- Kcup神ボディ深田ナナが生まれてはじめて経験する激イキ3本番（1月19日）
- 遂に初絶頂! Kcupブルルン痙攣イキSP（2月25日）
- 人類最高傑作Kカップをとことん味わい尽くす　超乳フェチAV（4月1日）
- お屋敷のいたるところで献身的おっぱいサービス! Kcup超々セクシーランジェリーメイド（5月1日）
- 性欲全てを爆発させた100%自己むき出しセックス 完全ノーカット 1on1性交（6月1日）
- 爆乳二次元キャラクター完璧再現ボディ Kcup神コスプレイヤー（6月25日）
- Kcup未体験パイズリでもてなす高級肉感ソープ嬢（8月1日）
- 180°開放レンズ&至近距離撮影で実現したVR以上の臨場感映像!! Kcup密着体感AV（9月13日）
- 深田ナナ 全E-BODY作品コンプリートBEST 26本番12時間スペシャル（12月13日、E-BODY）※ベスト版

#### S1 NO.1 STYLE
2017年
- 専属NO.1 STYLE 107センチKカップ電撃移籍! 深田ナナ エスワンデビュー（9月25日）
- 交わる体液、濃密セックス 完全ノーカットスペシャル（10月19日）
- 美乳がポロリ（11月19日）
- Kカップ少女 強・制・連・結 爆乳わしづかみ 満員痴漢車両（12月13日）

2018年
- 常にノーブラ透けおっぱいで誘惑する【完全着衣】Kカップお姉さん（1月25日）
- 新米教師のわたしは、オッパイが大きいせいか思春期の生徒たちのオモチャにされ皆がいる前で全裸授業をさせられています。（2月19日）
- 深田ナナ エスワン卒業SP 全タイトル全コーナーコンプリートメモリアルBOX8時間（5月19日）

### ポーズ集
- セクシャルヌード・ポーズBOOK act 深田ナナ（2017年11月27日、二見書房、撮影：長谷川朗）